# سی. رابرت کلونینگر
سی. رابرت کلونینگر (انگلیسی: C. Robert Cloninger؛ زادهٔ ۴ آوریل ۱۹۴۴) دانشمند در زمینه بهداشت روانی و نسل‌شناس (متخصص ژنتیک) اهل ایالات متحده آمریکا است.